# JAG – Im Auftrag der Ehre
JAG – Im Auftrag der Ehre ist eine US-amerikanische Fernsehserie von Donald P. Bellisario. Die Serie schildert die Arbeit des Judge Advocate General’s Corps der US Navy. Hauptfiguren sind die Militärjuristen Harmon „Harm“ Rabb Jr., dargestellt von David James Elliott, und Sarah „Mac“ MacKenzie, gespielt von Catherine Bell. Von 1995 bis 2005 wurden 227 Episoden in zehn Staffeln produziert.
Aufgrund des Erfolges wurde während der achten Staffel durch eine Backdoor-Pilot-Episode das Spin-off Navy CIS gestartet, aus dem wiederum Navy CIS: L.A., Navy CIS: New Orleans, Navy CIS: Hawaiʻi und Navy CIS: Sydney entstanden.

## Handlung
Das Hauptquartier des Judge Advocate General der US Navy in der Nähe von Washington D.C. ist die oberste Justizbehörde zur Untersuchung von Straftaten in der US-amerikanischen Marine sowie im US Marine Corps. Amtsleiter ist in den meisten Folgen Rear Admiral Chegwidden, in der letzten Staffel übernimmt Major General Cresswell diesen Dienstposten. Einer der erfolgreichsten Militärjuristen im Stab des JAG ist der ehemalige Marineflieger Harmon Rabb, dem zunächst Meg Austin und dann von der zweiten Staffel bis zum Ende der Serie Sarah MacKenzie als weiblicher Partner zugeteilt ist.
Die Aufgabe der JAG-Juristen besteht nicht nur in der Vorbereitung und Durchführung von Militärgerichtsprozessen, sondern auch in der Ermittlungsarbeit vor Ort. Stilgebend für die Serie ist somit die Mischung aus Polizeiarbeit und Anwaltstätigkeit mit von Folge zu Folge wechselnden Schwerpunkten: So steht in manchen Episoden eine „klassische“ Krimihandlung mit einer Tätersuche, in anderen wiederum ein laufender Prozess im Vordergrund, wobei sich die Spannungskurve aus der Frage ergibt, ob sich Anklage oder Verteidigung am Ende durchsetzen werden. Entsprechend treten die JAG-Anwälte regelmäßig entweder als Verteidiger und Ankläger gegeneinander an oder unterstützen sich bei ihren jeweiligen Aufgaben. In den meisten Folgen existiert neben der Haupthandlung ein – oft auch humoristischer – Nebenstrang. Persönliche Belange der Figuren nehmen im Verlauf der Serie eine immer bedeutendere Rolle ein – insbesondere die intensive Freundschaft zwischen Rabb und MacKenzie, die nach wechselseitigen Höhen und Tiefen in der Schlussfolge in einer Verlobung mündet, die Suche nach Harms im Vietnamkrieg als vermisst gemeldeten Vater sowie die Beziehung der Nebenfiguren Bud Roberts und Harriet Sims bilden immer wieder wesentliche Elemente der Handlungsstränge. Mit zunehmendem Alter der Figuren und der damit verbundenen steigenden dienstlichen Verantwortung übernehmen Rabb und MacKenzie auch Richtertätigkeiten oder die Vertretung des JAG. Die Terroranschläge vom 11. September 2001 haben einen wesentlichen Einfluss auf die Serienhandlung und führen in der Folge zu einer steigenden Ernsthaftigkeit der zu verhandelnden Fälle, die z. B. den Irakkrieg oder den Krieg in Afghanistan zum Thema haben.

## Hauptfiguren
Harm, der als ehemaliger US-Navy-Kampfjetpilot einer F-14 Tomcat wegen seiner Nachtblindheit bei der Marine zum Juristen umgeschult wurde, ist die zentrale Hauptfigur der Serie. In den ersten Staffeln wird Rabb häufig als eher jugendlicher Draufgänger mit hoher Intelligenz und ausgeprägter Integrität gezeichnet, der immer wieder entweder durch ungewöhnliche Arbeitsmethoden oder auch bewusste Verstöße gegen die Vorschriften seine Fälle gewinnt. Auch körperliche Auseinandersetzungen – etwa bei der Festsetzung von Straftätern – spielen wiederholt eine wesentliche Rolle. Später entwickelt er sich zunehmend zu einem ruhigeren und besonneneren Charakter, der auch dienstlich größere Verantwortung zu übernehmen hat. Die Tatsache, dass Rabb ehemaliger F-14-Pilot ist, ist in zahlreichen Folgen handlungstragend: Auf diese Weise werden immer wieder Flugmissionen, gelegentlich auch Kampfeinsätze, in die Episodenhandlungen integriert. Harm bewohnt ein von ihm selbst renoviertes Appartement in Washington D.C., das regelmäßig als Schauplatz dient. Im Verlauf der Serie führt er zahlreiche, meist jedoch kurze oder oberflächliche Beziehungen mit verschiedenen Frauen, wobei die stets vorhandene gegenseitige Anziehung zwischen ihm und Sarah MacKenzie ein zentrales Spannungselement bildet. In der letzten Folge macht er ihr schließlich einen Heiratsantrag, den Mac annimmt. Bei der Verlobung wird eine Münze geworfen, die entscheiden soll, wer den Dienst zugunsten der Karriere des anderen quittieren muss. Das Ergebnis dieses Wurfes bleibt unbekannt; somit endet JAG in dieser wesentlichen Frage offen.
Caitlin Pike ist der erste weibliche Partner von Harm in der Pilotfolge. Sie wird von Andrea Parker dargestellt, tritt danach jedoch nur noch in drei Episoden mit einer Gastrolle auf. Sie wurde von Tracey Needham abgelöst, die die Rolle der Lieutenant j.G. Meg Austin verkörpert. Needham verließ bereits 1996 nach nur einer Staffel die Serie und wurde ab der zweiten Staffel durch Catherine Bell als Sarah MacKenzie ersetzt.

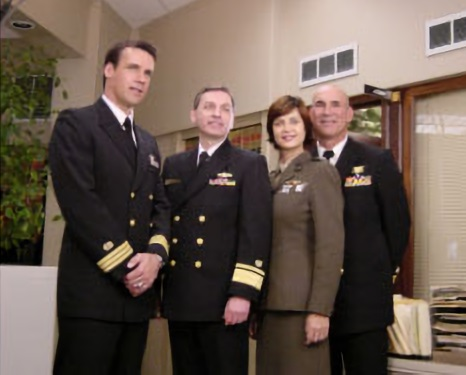
Rear Admiral Donald J. Guter besucht das Set der Episode Liberty (2001), v. l. n. r. David James Elliott, Donald J. Guter, Catherine Bell, John M. Jackson

Sarah MacKenzie wird als Anwältin mit einem ausgeprägten Gerechtigkeitssinn dargestellt, die immer wieder mit Rabbs pragmatischer und direkter Herangehensweise in Konflikt gerät. Dabei behindert MacKenzies Prinzipientreue gelegentlich wichtige Ermittlungen oder vorverurteilt unschuldig Angeklagte, andererseits mangelt es Rabb manchmal an Einfühlungsvermögen für die Opfer und ihre Angehörigen. Mac (wie MacKenzie meist genannt wird) wurde stark durch ihr zerrüttetes Elternhaus geprägt; der Eintritt ins Marine Corps war für sie ein persönlicher und beruflicher Neubeginn. Mac ist trockene Alkoholikerin – dies und die Erinnerung an ihren trinkenden Vater lassen in einigen Folgen ihre strenge Fassade zerbrechen. Zudem hat sie eine gescheiterte Ehe und eine Affäre mit einem Vorgesetzten hinter sich, die gelegentlich von Bedeutung in der Serie sind. Mac führt verschiedene Beziehungen – so z. B. mit dem australischen Austauschoffizier Mic Brumby und dem CIA-Agenten Clayton Webb –, die jedoch alle an einer gewissen Bindungsangst und dem engen Verhältnis zu ihrem Kollegen Harm scheitern. Chloe Madison, ein junges Mädchen, um das sich Mac im Rahmen eines Sozialprogrammes kümmert, findet durch ihre Hilfe ihren Vater wieder und ist eine wichtige Bezugsperson für sie. Mac verlässt zudem einmal für kurze Zeit das JAG Corps, da sie sich von einer zivilen Anwaltskanzlei abwerben lässt – sie kehrt jedoch bald zurück.
Bud Roberts ist neben Harm und Mac die zentrale Figur der Serie. Insbesondere in den ersten Staffeln noch als Assistent eine Art Sidekick für Rabb und MacKenzie, gewinnt die Rolle zunehmend an Profil und ist nach einem abgeschlossenen Jurastudium später selbst als Anwalt bei JAG tätig. Im Verlauf der Serie kommt es nicht nur zur Hochzeit mit seiner später ebenfalls im Corps-Büro arbeitenden Partnerin Harriet Sims, sondern auch zur Einführung seines apodiktischen, zeitweise sogar gewalttätigen Vaters „Big Bud“ (dargestellt von Jeff MacKay) und seines jüngeren Bruders Mikey. Zwischen Bud sowie Harm und Mac entwickelt sich eine enge Freundschaft; Admiral Chegwidden übernimmt zudem die Patenschaft für das erste Kind der Roberts-Familie. Später verliert Bud bei einem der Außeneinsätze in Afghanistan bei dem Versuch, ein Kind zu retten, ein Bein. Seine Genesung und vor allem die psychische Belastung für ihn, seine Ehe und das Team werden ebenfalls eine relativ lange Zeit als Hauptstrang filmisch dargestellt. Trotz seiner eingeschränkten Verwendbarkeit aufgrund des verlorenen Beins wird Bud durch Chegwiddens Fürsprache die Rückkehr in den uneingeschränkten Dienst bei der Navy und die Beförderung zum Lieutenant Commander ermöglicht.
A.J. (Albert Jethro) Chegwidden ist während des Großteils der Serie der amtierende JAG und somit unmittelbarer Vorgesetzter der Hauptfiguren. Chegwidden ist ehemaliger SEAL und hochdekorierter Veteran des Vietnamkriegs. Entsprechend wirkt er nach außen häufig sehr direkt und geradezu bärbeißig, jedoch steht er loyal auf der Seite seiner Anwälte und unterstützt sie. Für Rabb, MacKenzie und die Familie Roberts wird er zunehmend auch zu einer Art väterlichem Freund. Chegwiddens Tochter Francesca, die aus einer gescheiterten Ehe mit einer Italienerin stammt, spielt in einigen Folgen eine Rolle. Mit dem Ende der 9. Staffel verlässt er das JAG-Büro und geht in den Ruhestand.
Ab der dritten Staffel spielt der Soziopath Clark Palmer eine wiederkehrende Rolle. Dieser macht Rabb zu schaffen und verübt mehrere Anschläge auf ihn, denen letzterer immer glimpflich entgeht. Rabb gelingt es, den ehemaligen Agenten zu verurteilen und im Militärgefängnis Fort Leavenworth einsperren zu lassen, obwohl Palmer stets akribisch versucht, seine Spuren zu verwischen. Palmer tritt danach bis zum Ende der sechsten Staffel nicht in Erscheinung, als ausgerechnet Harm die Schuld seines Zellennachbarn prüfen soll. Dazu ist eine Besichtigung des Tatorts nötig. Rabbs Misstrauen stellt sich jedoch als richtig heraus, die Eskorte, die den Konvoi ins Umland begleitet, schaltet einen von Palmer angestifteten Attentäter aus. Palmer verbleibt in Haft und taucht nach dieser Folge nicht mehr in der Serie auf.
Den Anwälten kommt zudem immer wieder ein CIA-Agent namens Clayton Webb zur Hilfe, der in einigen Folgen jedoch auch ihre Ermittlungen aus politischen Gründen behindert. Nach einem Disput mit Chegwidden verlässt Rabb zeitweilig die US-Navy und das JAG Corps und lässt sich von Webb vorübergehend für die CIA anwerben. Mac führt für eine kurze Zeit eine Beziehung mit Webb, die an seinen ständigen weltweiten Einsätzen und einem schweren Vertrauensbruch scheitert.

## Besetzung und Synchronisation

### Hauptfiguren
| Rang                                                                           | Rolle                           | Schauspieler        | Synchronsprecher   | Hauptrolle (Episoden) | Also Starring (Episoden) | Nebenrolle (Episoden) |
| ------------------------------------------------------------------------------ | ------------------------------- | ------------------- | ------------------ | --------------------- | ------------------------ | --------------------- |
| Lieutenant Lieutenant Commander Commander Captain                              | Harmon „Harm“ Rabb Jr.          | David James Elliott | Peter Flechtner    | 1.01–10.22            |                          |                       |
| Lieutenant Junior Grade Lieutenant Commander                                   | Caitlin „Kate“ Pike             | Andrea Parker       | Andrea Großmann    | 1.01–1.02             |                          | 1.08, 1.21, 6.10      |
| Lieutenant Junior Grade                                                        | Meg Austin                      | Tracey Needham      | Claudia Lehmann    | 1.03–1.22             |                          | 3.19                  |
| Ensign Lieutenant Junior Grade Lieutenant Lieutenant Commander                 | Bud J. Roberts Jr.              | Patrick Labyorteaux | Michael Iwannek    | 2.01–10.22            |                          | 1.01–1.02, 1.22       |
| Rear Admiral                                                                   | Albert Jethro „A.J.“ Chegwidden | John M. Jackson     | Lothar Hinze       | 2.01–9.23             |                          | 1.14–1.22             |
| Major Lieutenant Colonel                                                       | Sarah „Mac“ MacKenzie           | Catherine Bell      | Peggy Sander       | 2.01–10.22            |                          | 1.22                  |
| Commander                                                                      | Sturgis Turner                  | Scott Lawrence      | Erich Räuker       | 10.01–10.22           | 7.02–9.23                |                       |
| Petty Officer Third Class Petty Officer Second Class Petty Officer First Class | Jennifer „Jen“ Coates           | Zoe McLellan        | Ulrike Stürzbecher | 10.01–10.22           | 9.02–9.23                | 7.11–8.24             |
| Special Agent                                                                  | Clayton Webb                    | Steven Culp         | Walter Alich       |                       | 3.10–5.25                | 2.01–3.01, 6.01–10.01 |
| Ensign Lieutenant Junior Grade Lieutenant                                      | Harriet Sims                    | Karri Turner        | Karin Grüger       |                       | 3.01–10.22               | 2.05–2.15             |
| Petty Officer                                                                  | Jason Tiner                     | Chuck Carrington    | Ralph Beckmann     |                       | 6.01–9.02                | 2.01–5.25             |
| Lieutenant Commander                                                           | Mic Brumby                      | Trevor Goddard      | Jörg Hengstler     |                       | 6.01–7.01                | 4.08–5.25             |
| Gunnery Sergeant                                                               | Victor Galindez                 | Randy Vasquez       | Thomas Nero Wolff  |                       | 6.01–9.01                | 5.01–5.25             |
| Lieutenant                                                                     | Loren Singer                    | Nanci Chambers      | Almut Zydra        |                       | 8.01–8.13                | 5.07–7.24, 8.21       |
| Colonel Major General                                                          | Gordon „Biff“ Cresswell         | David Andrews       | Bodo Wolf          |                       | 10.12–10.22              | 10.04–10.11           |
| Seaman Petty Officer Third Class Midshipman                                    | Mike “Mikey” Roberts            | Michael Bellisario  | Rainer Fritzsche   |                       | 10.16, 10.22             | 3.23–10.08            |
| Lieutenant                                                                     | Gregory Vukovic                 | Chris Beetem        | Dennis Schmidt-Foß |                       | 10.20–10.22              | 10.14–10.18           |

Anmerkungen:
1. ↑  Der Rang innerhalb des Militärs oder einer Bundesbehörde. Die Ränge der einzelnen Figuren änderten sich im Laufe der Serie durch Beförderungen.
2. ↑  Also Starring: Hauptrolle, jedoch nicht in jeder Folge.

### Nebenfiguren
- Alexander Nelson gespielt von Paul Collins – Folgen 7–162
- Stiles Morris gespielt von Harrison Page – Folgen 26–188
- Mikey Roberts gespielt von Michael Bellisario – Folgen 60–227
- Amy Helfman gespielt von Jennifer Savidge – Folgen 108–225
- Rene Peterson gespielt von Cindy Ambuehl – Folgen 97–171
- Meredith Cavanaugh gespielt von Isabella Hofmann – Folgen 151–201
- Edward Sheffield gespielt von Dean Stockwell – Folgen 159–209
- Mathilda „Mattie“ Grace Johnson gespielt von Hallee Hirsh – Folgen 188–226
- Bobbi Latham gespielt von Anne-Marie Johnson – Folgen 39, 53, 59, 69, 70, 94, 95, 96, 104, 114, 117+118, 125, 130, 141, 149–151
- Commander Allison Krennick gespielt von Andrea Thompson – Folgen 13, 14, 15, 16, 20, 22, 200
- Commander Theodore „Teddy“ Lindsey gespielt von W. K. Stratton – Folgen 1, 3, 5, 9, 10, 13, 70, 96, 121, 133, 145, 147, 176, 177, 179

## Hintergrund
JAG – Im Auftrag der Ehre thematisierte im Laufe der Jahre alle größeren militärischen Engagements der USA im 20. Jahrhundert. Brücken zur Gegenwart innerhalb der Serie schlugen die meisten dieser Folgen (die Entführung eines Flugzeugs der Oceanic Airlines mit Mitgliedern des JAG Corps an Bord begründeten die nordkoreanischen Entführer mit der (fiktiven) Erschießung von Koreanern durch US-amerikanische Soldaten an der Brücke von Kang So Ri, und Rabbs Suche nach seinem Vater bot mehrmals Handlungsstoff für Vietnam-Episoden), während zu historischen Anlässen (Schlacht um Iwo Jima, Meuterei auf der Bounty), meist in Doppelfolgen, neue Universen geschaffen wurden. Auch historisch verbürgte weniger bekannte Ereignisse wie zum Beispiel die Port-Chicago-Explosion 1944 wurde vom JAG-Team aufgerollt. Mehrere aktuellere Ereignisse der US-Militärgeschichte der 1990er Jahre wurden einigermaßen realitätsnah in JAG-Episoden umgewandelt.
Mit den Anschlägen auf das World Trade Center 2001 nahm die Serie eine weitere Wendung und thematisierte auch den „Krieg gegen den Terror“ mit den Einsätzen in Afghanistan und im Irak. Diese ließen wiederum selbst neue Handlungsstränge aufkommen, wie zum Beispiel Lt. Roberts Verlust eines Beines durch eine Landmine in Afghanistan und wie er sich damit arrangiert.
Dennoch kommt die Serie auch zu diesem Zeitpunkt auf frühere Konflikte mit US-amerikanischer Beteiligung (zum Beispiel Kosovo, Serbien) zu sprechen, seltener auch auf latente Krisenherde (zum Beispiel Liberia, Sudan, Tschetschenien oder Indonesien). Oft bekamen Verurteilte oder auch Freigesprochene aufgrund neuer Beweise ein neues Verfahren, sodass sie wieder auf die JAG-Verteidiger zurückkamen. Eine Wiederkehr erlebten aber auch manche durch diese Überführte.
Grundsätzlich entwickelte sich der Charakter der Serie von häufig actionlastigen Handlungen, die immer wieder Filmklischees in Hinblick auf das US-Militär bedienten, hin zu größerer inhaltlicher Seriosität. So gewannen die verhandelten Fälle an Vielschichtigkeit und die Figuren entwickelten komplexere Biographien, die sich entsprechend auf die Ereignisse in der Serie auswirkten.
Im April 2005 wurde vom US-amerikanischen Sender CBS bekanntgegeben, dass JAG mit dem Ende der 10. Staffel eingestellt wird. Als Hauptgrund wurden zu hohe Kosten genannt. Am 29. April 2005 wurde in den USA die letzte Folge der Serie ausgestrahlt. Insgesamt kam die Serie damit auf 227 Episoden. In Deutschland wurde die Serie bei Sat.1, Kabel1, Nitro, sixx und beim Pay-TV-Sender FOX ausgestrahlt.

### Intro
In der zweiten und dritten Staffel hört man vor jeder Episode das folgende, vom Schauspieler Manfred Lehmann bzw. Joachim Kerzel gesprochene, Intro:
„Bei dem Versuch, als Marinepilot in die Fußstapfen seines Vaters zu treten, verunglückte Lieutenant Commander Harmon Rabb Junior während des Landeanflugs auf einen Flugzeugträger. Als man bei ihm Nachtblindheit feststellte, wechselte er zum JAG, dem Judge Advocate General's Corps der Navy, welches das Seerecht schützt und verteidigt. Nun kämpft er dort, zusammen mit seiner Kollegin Major Sarah MacKenzie, mit Kühnheit und Entschlossenheit für die Rechte der Marinesoldaten.“
Danach folgt der übliche Vorspann.

## Episodenliste

### Backdoor-Pilot für Navy CIS
Die Doppelepisode „Eisige Zeiten“ (im Original „Ice Queen“ und „Meltdown“) der achten Staffel (2002/2003) ist ein so genannter Backdoor-Pilot für die Fernsehserie „Navy CIS“. In der Folge wird Cmdr. Rabb des Mordes an Lt. Singer verdächtigt. Die Ermittlungen führt ein Team von Spezialagenten des Naval Criminal Investigative Service (NCIS), bestehend aus Leroy Jethro Gibbs (Mark Harmon), Anthony DiNozzo (Michael Weatherly), Dr. Donald Mallard (David McCallum), Abby Sciuto (Pauley Perrette) und Vivienne Blackadder (Robyn Lively). Fünf Monate nach dieser Pilotepisode startete in den USA am 23. September 2003 die reguläre Ausstrahlung der neuen Serie, dann aber ohne Blackadder, die durch Caitlin „Kate“ Todd (Sasha Alexander) ersetzt wurde.

## Zusatzinformationen

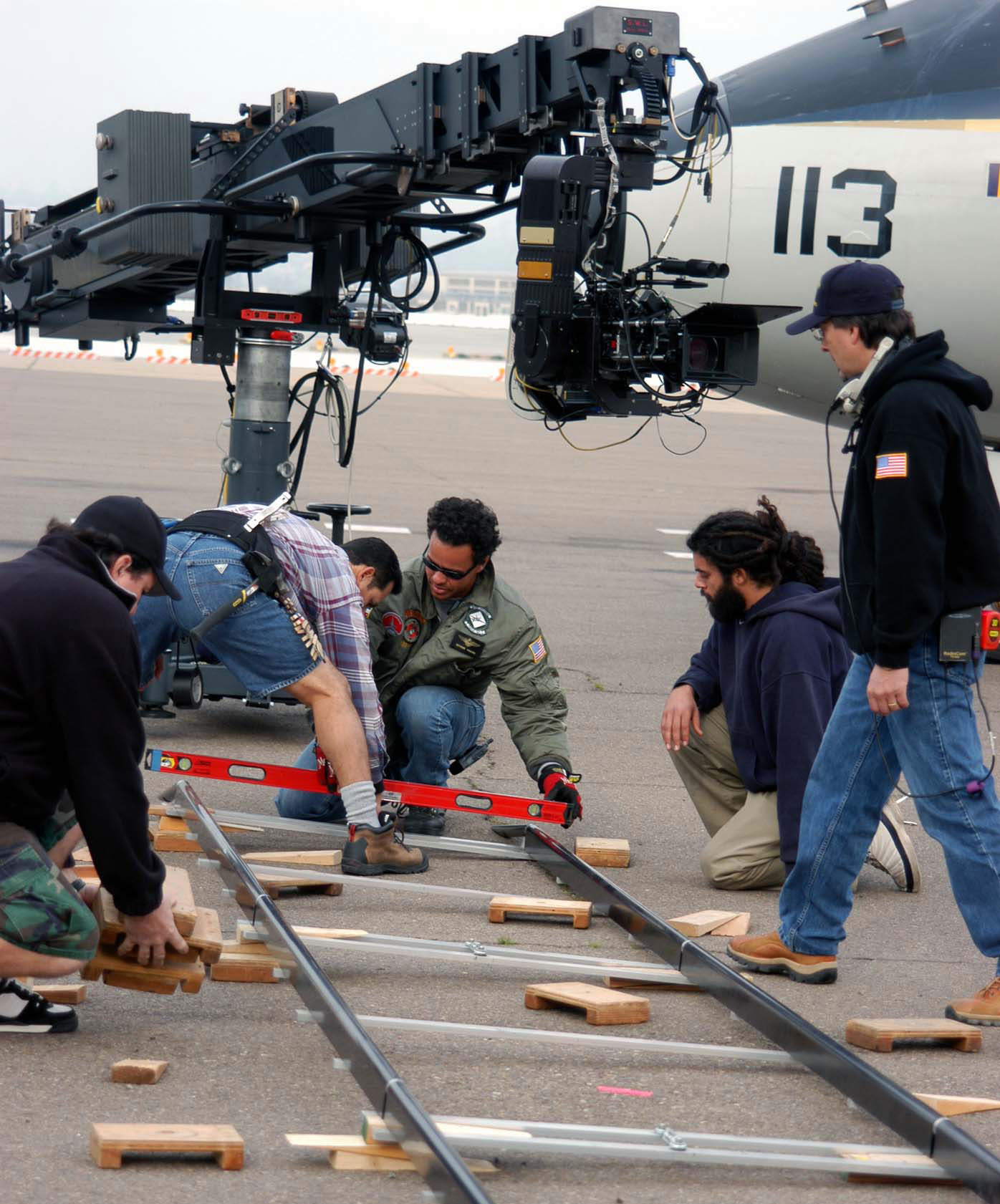
Crewmitglieder beim Vorbereiten des Filmsets auf der Naval Air Station North Island, Kalifornien

### Produktion und Hintergründe
- Insbesondere in den ersten Staffeln wurden zahlreiche Flugsequenzen aus dem Kinofilm Top Gun wiederverwendet.
- Für den Angriff auf den Autokonvoi in Folge 7 der ersten Staffel (Der Leuchtende Pfad) wurden teilweise Szenen aus dem Kinofilm Das Kartell übernommen. So ist z. B. das Kennzeichen eines weißen Chevrolet-SUV in beiden Fällen identisch (AB 8453).
- Immer wenn Nachrichten im Fernsehen im Hintergrund zu sehen sind, laufen sie, genau wie bei Navy CIS auch, auf dem fiktiven Sender ZNN, der an den US-Nachrichtensender CNN angelehnt ist.
- Das Hauptquartier des JAG-Korps befindet sich in der Serie in Falls Church, Virginia. Tatsächlich liegt das reale JAG-Hauptquartier der Navy  auf dem Gelände des Washington Navy Yard – in Falls Church befindet sich keine Dienststelle des US-Militärs.
- Bei dem Gebäude, das in der Serie als Hauptquartier gezeigt wird, handelt es sich um das John S. Cravens Estate in Pasadena in Kalifornien. Für die Dreharbeiten wurde die Gebäuderückseite mit dem Parkplatz als Frontseite des JAG-Gebäudes verwendet.[13]
- Admiral Chegwidden nimmt den Dienstposten des Judge Advocate General unrealistisch lange ein – tatsächlich wechselt der Amtsinhaber alle zwei bis drei Jahre.
- Mit sehr wenigen Ausnahmen sind sämtliche Namen der in der Serie genannten bzw. gezeigten Kriegsschiffe der US Navy fiktiv.
- US-amerikanische Uniformen werden in der Serie sehr akkurat und realitätsnah dargestellt, während solche fremder Streitkräfte (z. B. Russland (2x14), Sudan (4x2) oder Deutschland (3x12)) insbesondere in den ersten Staffeln sehr häufig ungenau oder gar völlig fiktiv nachgebildet werden.
- Schiffe, Fahrzeuge und Flugzeuge fremder Streitkräfte werden nicht immer korrekt dargestellt (so handelt es sich bei dem angeblich russischen Zerstörer in Kosaken und Cowboys (2x14) um eine Einheit der britischen Sheffield-Klasse; Gegnerflugzuge sind häufig vom eigentlich US-amerikanischen Typ F-5). Auch technische Aussagen über Funktion oder Leistungsfähigkeit bestimmter Systeme entsprechen wiederholt – meist zugunsten der US-Streitkräfte – nicht der Realität (Verwendung von Seezielflugkörpern gegen Landziele (3x18); angeblicher Nachbau russischer Kampfjets nach US-Vorbildern (3x24)).
- In der Folge Unter Anklage (9x14) wird fälschlicherweise eine Außenansicht des Internationalen Gerichtshofs gezeigt, obwohl die Verhandlung vor dem Internationalen Strafgerichtshof stattfindet.
- Die letzte Folge (22) der ersten Staffel (Org.-Titel: Skeleton Crew) wurde im US-Fernsehen ursprünglich nicht gesendet. Die Folge endet als Fortsetzungsgeschichte, in der Schlussszene wird Lt. Commander Rabb wegen Mordes verhaftet. Das Mordopfer spielte Catherine Bell.[14] In der dritten Staffel (Episode 19 Dianas Geist) wird das Tatgeschehen aufgedeckt. Cmdr. Hobarth, damals der XO der Seahawk, ermordete Diana Schonke, um seine Karriere zu retten, da sie eine Beschwerde gegen ihn einreichen wollte. Hobarth stirbt, als er Mac in der Uniform von Harriet Sims sieht, sie für Schonke hält, stürzt und zwischen Schiff und Hafenmauer zerquetscht wird.
- In der Doppelfolge # 1 Den Tod im Visier; # 02 Gegen alle Regeln der fünften Staffel trägt Harms Flughelm aufgrund seines Alters die ironisch gemeinte Codeaufschrift Pappy, die man auch auf die authentische Figur des Pappy Gregory Boyington, eines Flieger-Asses des Zweiten Weltkrieges zurückführen kann, um den sich alles in Bellisarios Erfolgsserie Pazifikgeschwader 214 drehte.[15]

### Besetzung und Darsteller
- Der Hauptdarsteller David James Elliott ist mit der Darstellerin der Lt. Loren Singer, Nanci Chambers, verheiratet. Sie spielte außerdem in der 2. Staffel, Folge 9 (Die Prinzessin auf der Bombe) die Rolle der Nachbarin von Harmon Rabb und Attentäterin Meghan O’Hara.[16]
- Der Nebendarsteller Dean Stockwell spielte in Bellisarios Erfolgsserie der 1990er Jahre, Zurück in die Vergangenheit (Quantum Leap) den ironischen Sidekick Admiral Al Calavecci des Hauptdarstellers Scott Bakula, der den Part des Zeitreisenden Sam Beckett übernommen hatte.
- Der Ehemann der Hauptdarstellerin Catherine Bell, Adam Beason, spielte in drei Episoden der Serie kleine Nebenrollen.
- Der Darsteller des Mikey Roberts, Michael Bellisario, ist der Sohn des Produzenten Donald P. Bellisario. Er war auch im Spin-off Navy CIS als Nebendarsteller in der dritten Staffel tätig.
- Der Produzent Donald P. Bellisario trat in der Folge Liebesgrüße nach Moskau (3x24) selbst in einer Gastrolle auf. Sein Stern auf dem Hollywood Walk of Fame wurde als Gag in die Handlung der Folge Das fehlende Kilo (9x22) eingebaut.
- In der Folge Das Vermächtnis (6x18) hat der damalige „echte“ Judge Advocate General der US Navy, Rear Admiral Donald Guter, einen Gastauftritt als Special Assistant für Rechtsangelegenheiten.
- John M. Jackson spielt auch im Film Eine Frage der Ehre ein hochrangiges Mitglied des JAG Corps.

### Bezüge zu Navy CIS
- In einer Doppelfolge wird eine Verbindung der Serien JAG und Navy CIS aufgebaut, indem der Hauptcharakter Harm des Mordes an einem weiblichen Navy-Lieutenant verdächtigt wird. Die Hauptfiguren des NCIS werden eingeführt, um Ermittlungen gegen den Helden der Serie zu führen.
- Sean Murray und Muse Watson, beide Darsteller aus der Spin-off-Serie Navy CIS, spielten bereits gemeinsam in der vierten Staffel bei JAG (Folge 3, Nacht der Schande), Murray als ein der Vergewaltigung einer Japanerin bezichtigter Ensign und Watson als dessen vorgesetzter Admiral.[17] Außerdem spielte Murray in der 6. Staffel bei J.A.G. (Folgen 4–6 und 21) Danny Walden, den Sohn von Dr. Sidney Walden, die kurzzeitig die Freundin des A. J. Chegwidden ist.[18] Murray ist darüber hinaus der Stiefsohn des Produzenten Bellisario.
- In den Navy-CIS-Folgen Sprung in den Tod (1x02), Neu im Team (14x01) und 15x12 Dunkle Geheimnisse hat Patrick Labyorteaux als mittlerweile zum Captain beförderter Bud J. Roberts Jr. einen Gastauftritt.
- In der Folge Egal was man tut… der Serie Navy CIS (10x24) hat John M. Jackson einen Auftritt als ehemaliger JAG A. J. Chegwidden. Er ist der Verteidiger von Gibbs.
- Der Darsteller Joe Spano, der in der Serie Navy CIS den FBI-Agent Tobias Fornell spielt, hatte bereits eine Rolle bei J.A.G. in der Folge Die Hölle von Montecassino (03x22) als Capt. Jack Murphy.
- Schauspielerin Zoe McLellan, die in der Serie den Charakter Jennifer Coates spielt, übernimmt im Spin-off NCIS New Orleans in den ersten beiden Staffeln die Rolle der Ermittlerin Meredith Brody.
- Zum Ende der zehnten Staffel bzw. Beginn der elften Staffel der Serie Navy CIS: L.A. sind sowohl Harmon Rabb als auch Sarah MacKenzie dabei, um das Team zu unterstützen. Die beiden Schauspieler David James Elliott und Catherine Bell übernahmen dafür wieder ihre Rollen. In den Episoden sind die beiden seit neun Jahren getrennt.

## DVD-Veröffentlichung
Die Veröffentlichung der ersten Staffel erfolgte in den USA am 25. Juni 2006, etwa ein Jahr nach Ende der ersten Ausstrahlung der zehnten und letzten Staffel im dortigen Fernsehen. Außerhalb der USA wurden die Staffeln eins bis drei im Gegensatz zu den dortigen Ausgaben ohne Bonusmaterial veröffentlicht. Staffel vier enthält dagegen ein sogenanntes Gag-Reel.
Die folgende Tabelle zeigt eine Übersicht der Veröffentlichungen der einzelnen Serienstaffeln auf DVD in den folgenden Regionen und Ländern: USA/Kanada (Region 1), Großbritannien (Region 2), Deutschland (Region 2) und Australien (Region 4).
| Staffel | USA/Kanada        | Großbritannien     | Deutschland        | Australien        |
| ------- | ----------------- | ------------------ | ------------------ | ----------------- |
| 1       | 25. Juli 2006     | 16. Oktober 2006   | 7. Dezember 2006   | 16. Oktober 2006  |
| 2       | 7. November 2006  | 10. September 2007 | 13. September 2007 | 16. August 2007   |
| 3       | 20. März 2007     | 24. Juni 2008      | 8. Mai 2008        | 5. Juni 2008      |
| 4       | 21. August 2007   | 9. Februar 2009    | 6. Oktober 2008    | 2. Oktober 2008   |
| 5       | 29. Januar 2008   | 7. Mai 2009        | 7. Mai 2009        | 7. Mai 2009       |
| 6       | 20. Mai 2008      | 14. September 2009 | 10. September 2009 | 3. September 2009 |
| 7       | 4. November 2008  | 22. März 2010      | 18. Februar 2010   | 4. März 2010      |
| 8       | 17. März 2009     | 21. Juni 2010      | 10. Juni 2010      | 5. August 2010    |
| 9       | 10. November 2009 | 20. September 2010 | 4. November 2010   | 4. November 2010  |
| 10      | 9. Februar 2010   | 27. Juni 2011      | 7. Juli 2011       | 6. Juli 2011      |